# メタノピュルス・カンドレリ
メタノピュルス・カンドレリ（メタノパイラス- メタノピルス- Methanopyrus kandleri）は、深海の熱水噴出孔などに生息するグラム陽性桿菌偏性嫌気性の超好熱メタン菌（メタン生成古細菌）である。複数の培養株が知られるが、いずれも100℃を大きく上回る温度での増殖が可能。このうちの一つである116株（Strain 116）は、122°Cもの高温で増殖が可能な生物であると報告されている。
学名の由来は、属名が「methan-um」（羅: メタン）+「ο」（希: 接続母音）+「πῦρ」（希: 炎）+「us」（羅: 男性名詞屈折語尾）。種小名は微生物学者「Otto Kandler」への献名で、そのラテン語名 Kandlerus を属格とした kandleri カンドレリーが採用されている。ラテン語として語形成を行うと、Methanopyrus kandleri（古典ラテン語の音写はメタノピュルス・カンドレリー）となり、全体として「カントラー氏の、炎を好むメタン菌」といった意味を帯びる。
Methanopyrus 属には、Methanopyrus kandleri 種が属する。

## 生育条件

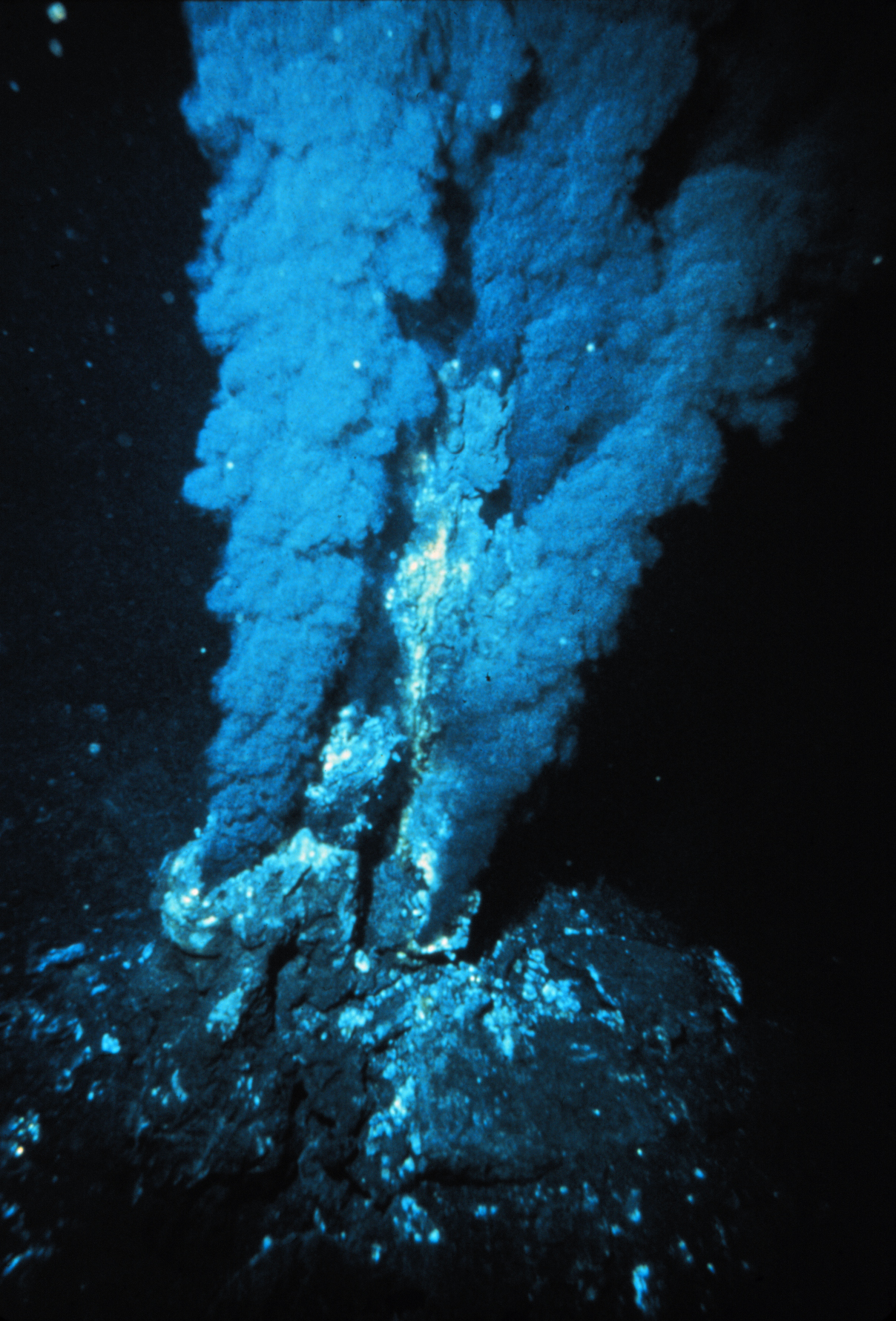
ブラックスモーカー

中央海嶺近傍などに存在する深海の熱水噴出孔で生息が報告されている。具体的には、1991年にカリフォルニア湾の海底2000 mにあるブラックスモーカーより発見された(AV19株)や、インド洋中央海嶺の水深2450 mなどから発見された116株などが挙げられる。
基準株AV19株による記載では、生育温度84-110 °C、至適生育温度98 °Cに達し、メタン菌としては好熱性、耐熱性共に最も高い。また、2008年に独立行政法人海洋研究開発機構の高井研らによって新たに報告された別の116株（DNA-DNAハイブリ79.5%、鞭毛や窒素固定能がないなどやや性質に違いがある）は、常圧下では116 °Cまで増殖が可能だが、生息条件に近い200-400 気圧に加圧することにより122 °Cで増殖が可能なことが確認された。これは同じ古細菌である Pyrolobus fumarii の持つ113 °C、Strain 121の121 °C（参考記録）を上回っており、確認されたものとしては最も高温での増殖記録である。130 °C 3時間のオートクレーブにも耐える。
増殖条件（AV19株）
- 生育温度: 84-110 °C（至適98 °C）
- 生育最適: pH 5.5-7（至適6.5）
- 生育NaCl濃度: 0.2-4%（至適塩濃度2%）

## 特徴
外観は普通の桿菌で、太さ0.5 μm、長さ2-15 μmほどの大きさである。一方の極に鞭毛を持つ場合が多い。細胞壁はシュードムレインより構成され、その表面をS層が覆う。このシュードムレインと呼ばれる構造は比較的珍しく、古細菌の中でもメタノピュルスとメタノバクテリウム綱のみに見られる特徴である。特に、シュードムレイン+S層の構造を持つのは、メタノピュルスを除けば、増殖温度が2番目に高いメタノテルムス属の仲間だけである。グラム染色ではグラム陽性に染色される。細胞膜はジエーテル型である。
栄養的には嫌気条件で水素と二酸化炭素からメタンを合成する典型的なメタン菌といえる。窒素固定なども全て自前で行う。他のメタン菌のようにギ酸や酢酸、アルコール類を代謝することはできず、水素のみを利用している。

## ゲノムと系統学的位置付け
系統的には16S rRNA系統解析などの結果からユリアーキオータ門の中でも最も深い分岐をしていると考えられていたが、より詳細な解析により、近年は同じシュードムレインより成る細胞壁を持つメタノバクテリウム綱と近縁とされることも多い。
ゲノム配列は2002年に決定され、ゲノムサイズは169万4969 bp、ORFは1,692箇所（Methanopyrus kandleri AV19）である。

## 引用文献
1. ↑  Kurr, Margit; Huber, Robert; K�nig, Helmut; Jannasch, Holger W.; Fricke, Hans; Trincone, Antonio; Kristjansson, Jakob K.; Stetter, Karl O. (1991-09). “Methanopyrus kandleri, gen. and sp. nov. represents a novel group of hyperthermophilic methanogens, growing at 110�C” (英語). Archives of Microbiology 156 (4):  239–247. doi:10.1007/BF00262992. ISSN 0302-8933.
2. ↑  Takai, Ken; Nakamura, Kentaro; Toki, Tomohiro; Tsunogai, Urumu; Miyazaki, Masayuki; Miyazaki, Junichi; Hirayama, Hisako; Nakagawa, Satoshi et al. (2008-08-05). “Cell proliferation at 122°C and isotopically heavy CH 4 production by a hyperthermophilic methanogen under high-pressure cultivation” (英語). Proceedings of the National Academy of Sciences 105 (31):  10949–10954. doi:10.1073/pnas.0712334105. ISSN 0027-8424. PMC 2490668. PMID 18664583.
3. ↑  Slesarev, Alexei I.; Mezhevaya, Katja V.; Makarova, Kira S.; Polushin, Nikolai N.; Shcherbinina, Olga V.; Shakhova, Vera V.; Belova, Galina I.; Aravind, L. et al. (2002-04-02). “The complete genome of hyperthermophile Methanopyrus kandleri AV19 and monophyly of archaeal methanogens” (英語). Proceedings of the National Academy of Sciences 99 (7):  4644–4649. doi:10.1073/pnas.032671499. ISSN 0027-8424. PMC 123701. PMID 11930014.